# Mario Sánchez Huerta
Mario Gilberto Sánchez Huerta (* 24. Juni 1926; † 24. Januar 1987), auch bekannt unter dem Spitznamen Cantinflas, war ein mexikanischer Fußballspieler auf der Position eines Stürmers, der meistens als Linksaußen agierte.

## Leben
Der in den Reservemannschaften des Club América spielende Sánchez gehörte beim olympischen Fußballturnier von 1948 zum Kader der mexikanischen Olympiaauswahl, die in der Vorrunde gegen Südkorea unterlag und somit vorzeitig die Heimreise antreten musste.
Nach dem olympischen Turnier erhielt Sánchez einen Profivertrag beim Club América, bei dem er von 1948 bis 1952 unter Vertrag stand und für den er insgesamt 20 Tore in der höchsten mexikanischen Spielklasse erzielte. Seine erfolgreichste Spielzeit war die Saison 1949/50, in der ihm 10 Treffer gelangen.
1952 wechselte „Cantinflas“ Sánchez zum Puebla FC und 2 Jahre später zum amtierenden mexikanischen Meister CD Marte, mit dem er am Ende der Saison 1954/55 den Abstieg in die zweite Liga hinnehmen musste. Ein Grund für den Abstieg war die 3:4-Niederlage in der Relegationsrunde gegen den ebenfalls im Bundesstaat Morelos beheimateten CD Cuautla, der schließlich mit einem Punkt Vorsprung auf den Absteiger Marte den Aufstieg in die erste Liga schaffte und zu dem Sánchez vor Beginn der Saison 1955/56 wechselte. Der Verein hielt sich 4 Jahre lang in der höchsten Spielklasse und Sánchez gehörte ihm in allen 4 Spielzeiten an.